# Pesch (Erkelenz)

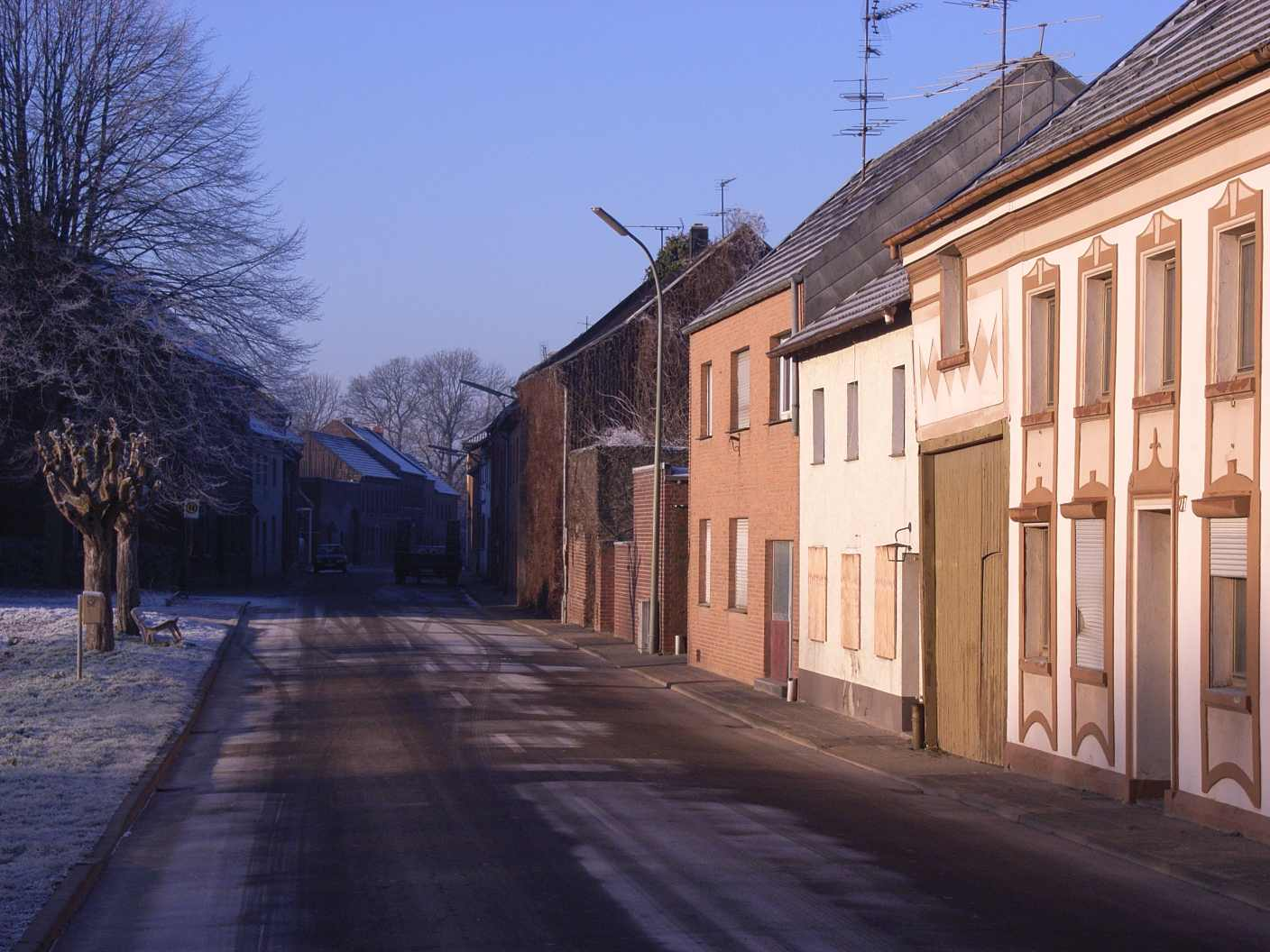
Verlassene Häuser in Pesch, Dezember 2007

Pesch war ein Stadtteil von Erkelenz im Kreis Heinsberg in Nordrhein-Westfalen und gehörte dort zum Stadtbezirk 9. Pesch wurde durch den östlich gelegenen Tagebau Garzweiler der RWE Power nach der Umsiedelung der Bewohner abgebaggert. Eine geschlossene Umsiedlung fand nicht statt, womit der Ort nicht an anderer Stelle neu errichtet wurde. Ein Teil der ehemaligen Ortsbewohner ließ sich stattdessen im Pescher Kamp, einem Neubaugebiet von Kückhoven, nieder.

## Geographie

### Lage
Immerath, das westlich von Pesch lag, wurde durch die inzwischen ebenfalls abgebaggerte A 61 von Pesch getrennt. Nördlich von Pesch lagen die Jüchener Ortsteile Alt-Otzenrath und Alt-Spenrath, die ebenfalls umgesiedelt und abgebaggert sind. Östlich lag früher Garzweiler, das auch umgesiedelt und abgebaggert ist. Im Süden liegt Jackerath.

### Geologie
Im Untergrund liegen mehrere Braunkohleflöze aus dem Tertiär. Die Oberfläche wird von Löss bedeckt.

### Siedlungsform
Pesch war als Straßendorf entlang der Straße von Immerath nach Garzweiler entstanden.

## Geschichte

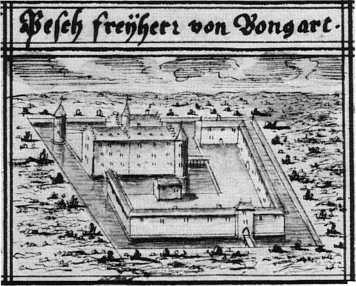
Rittersitz Pesch im Codex Welser, 1723

Das Stift St. Gereon von Köln besaß von 1300 bis 1802 einen Bauernhof in Pesch. Im Mittelalter gehörte Pesch zum Dingstuhl Holzweiler im Amt Kaster des Herzogtums Jülich. Ab 1798 lag das Dorf in der französischen Mairie Immerath und ab 1816 in der gleichnamigen preußischen Bürgermeisterei. Zwischen 1858 und 1936 besaß Pesch eine eigene Schule. Danach besuchten die Pescher Kinder die Immerather vierklassige Schule.
2006 leitete man offiziell die Umsiedlung des Dorfes ein, das für die Ausdehnung des Tagebaus Garzweiler vollständig abgerissen wurde. 2010 begann der Abriss von Haus Pesch und fünf weiteren Häusern, die am östlichen Ende der Straße In Pesch lagen. Einige Bäume an Straßen und in Gärten wurden 2011 bereits gerodet. Im Juli 2011 wurden weitere Häuser an der Hauptstraße In Pesch abgerissen, der Abriss schritt von Osten nach Westen fort. Anfang des Jahres waren noch drei Haushalte bewohnt, im Oktober des gleichen Jahres zwei. Im Herbst wurden Figuren, Inschrift und Dachkonstruktion des Wegestockes abmontiert. Ebenfalls wurden zahlreiche Bäume an der ehemaligen Bahntrasse gerodet, auch innerorts. Am 17. April 2014 wurden die letzten Häuser von Pesch abgerissen.

### Ortsname
Pesch trug bis zum 17. Jahrhundert einen anderen Ortsnamen. Es nannte sich Werretsrath. Erstmals wurde dieser Name als werencenrode im Jahre 1265 erwähnt. Er setzt sich zusammen aus Werin von dem Personennamen Werinher, dem Diminutiv ikin oder chin und dem Grundwort reod. Der Name bedeutet Rodung des Werenken oder Werenchen. Das Dorf erhielt seinen Namen vom gleichnamigen Rittergut, das am westlichen Ortsrand liegt. Erst in der zweiten Hälfte des 17. Jahrhunderts wird der alte Ortsname durch den Namen Pesch verdrängt.

### Bevölkerungsentwicklung
Die Einwohnerzahlen der Ortschaft Pesch blieb im 19. und 20. Jahrhundert vergleichsweise konstant:
| Jahr | 1767 | 1819 | 1849 | 1871 | 1895 | 1905 | 1961 | 1970 | 1995 | 2005 | 2007 | 2009 | 2012 | 2013 |
| Ew.  | 120  | 234  | 240  | 243  | 198  | 256  | 212  | 230  | 230  | 65   | 53   | 29   | 6    | 0    |

## Sehenswürdigkeiten

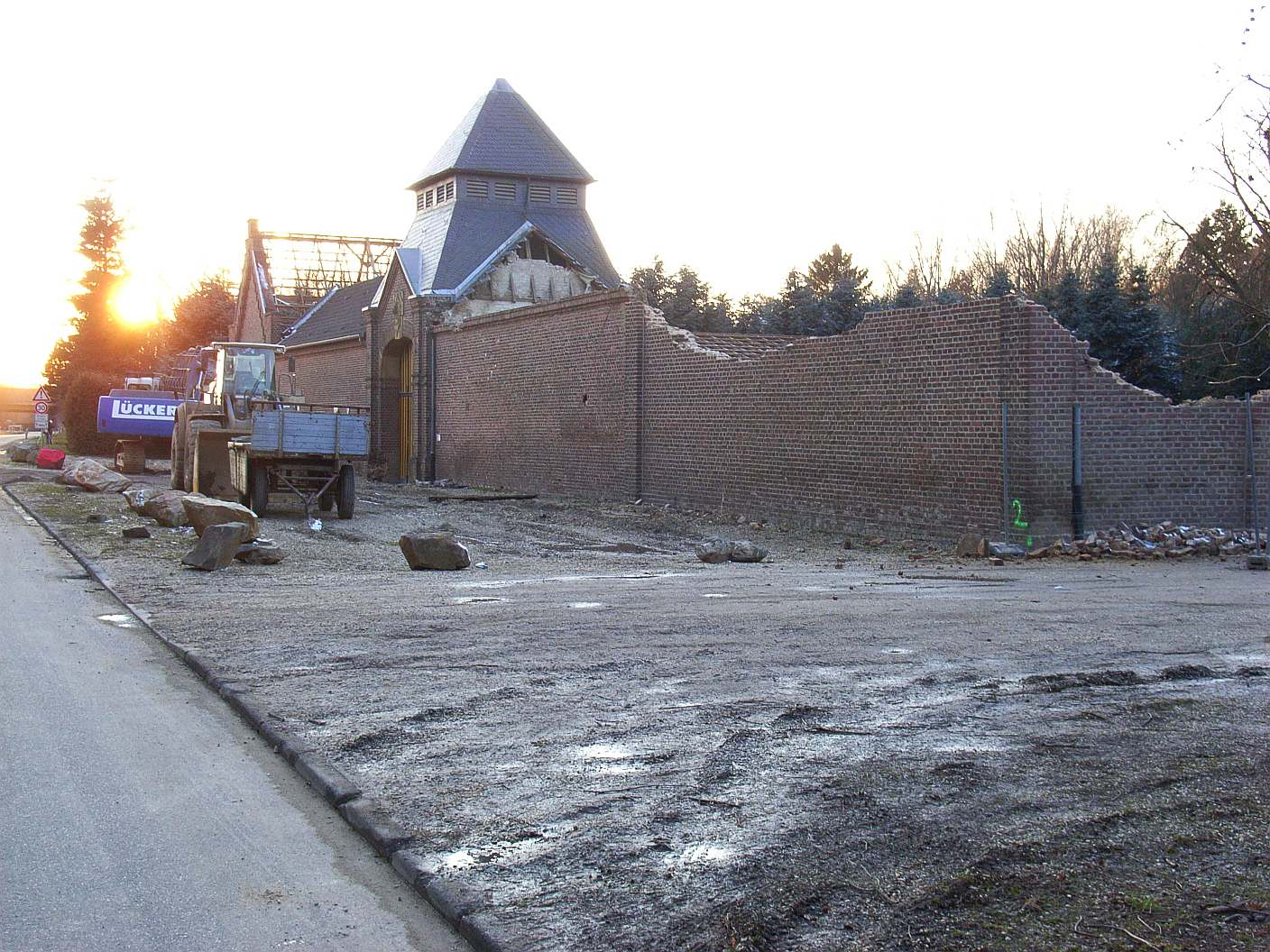
Abriss von Haus Pesch, März 2010

- Haus Pesch, ein ehemaliger Rittersitz. Die Anlage bestand aus einer Vorburg und einem Haupthaus. Noch im 19. Jahrhundert umgaben Wassergräben beide Gebäudeteile. Zuletzt existierten nur noch auf der Ost- und Nordseite der Gesamtanlage Gräben. Haus Pesch wurde bis 2009 als landwirtschaftlicher Betrieb genutzt. Ein Torhaus mit Turmhaube und Wappenstein gewährte einen Blick in den Innenhof. Im Mittelalter bestand auf Haus Pesch eine Kapelle, die dem Heiligen Georg geweiht war. 2010 begann der Abriss der historischen Hofanlage.
- In einem Park neben Haus Pesch bauten dessen Eigentümer 1934/35 eine Villa im Bauhausstil, entworfen von dem Düsseldorfer Architekten und Künstler Walter von Wecus.
- Vor dem Haus In Pesch 42 (ehemals L.+B. Zimmermann) stand ein Bildstock, der 1996 für den beim Bau eines Wohnhauses zerstörten Bildstock neu errichtet worden war. Die Mutter-Gottes-Figur und das Jesuskind auf dem Arm sind original und stammen vom Ende des 19. Jahrhunderts.

## Bilder

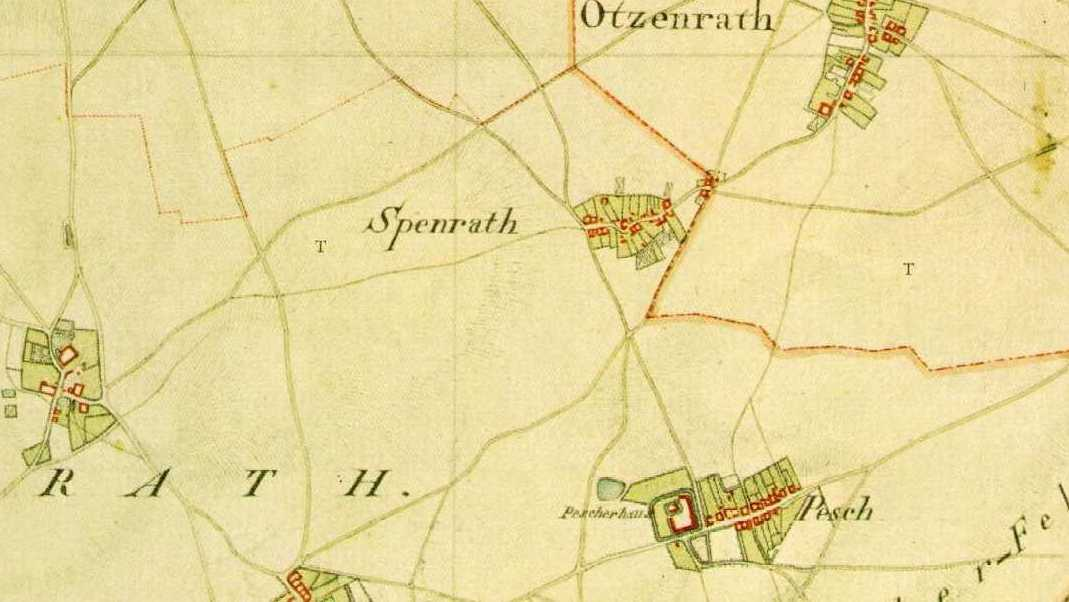
Das Straßendorf Pesch und Haus Pesch auf der Tranchotkarte von 1806
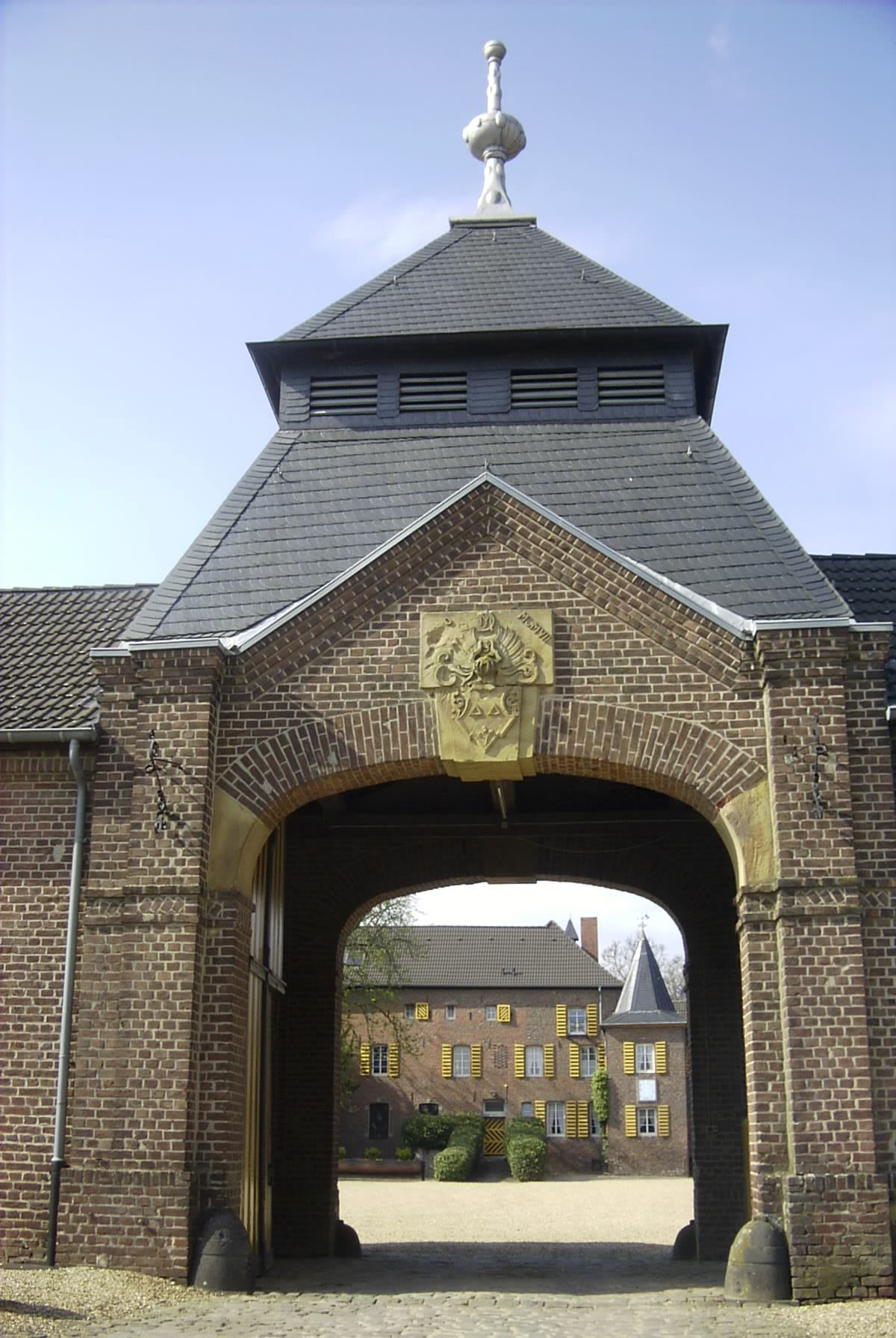
Torhaus und Herrenhaus Pesch (2006)
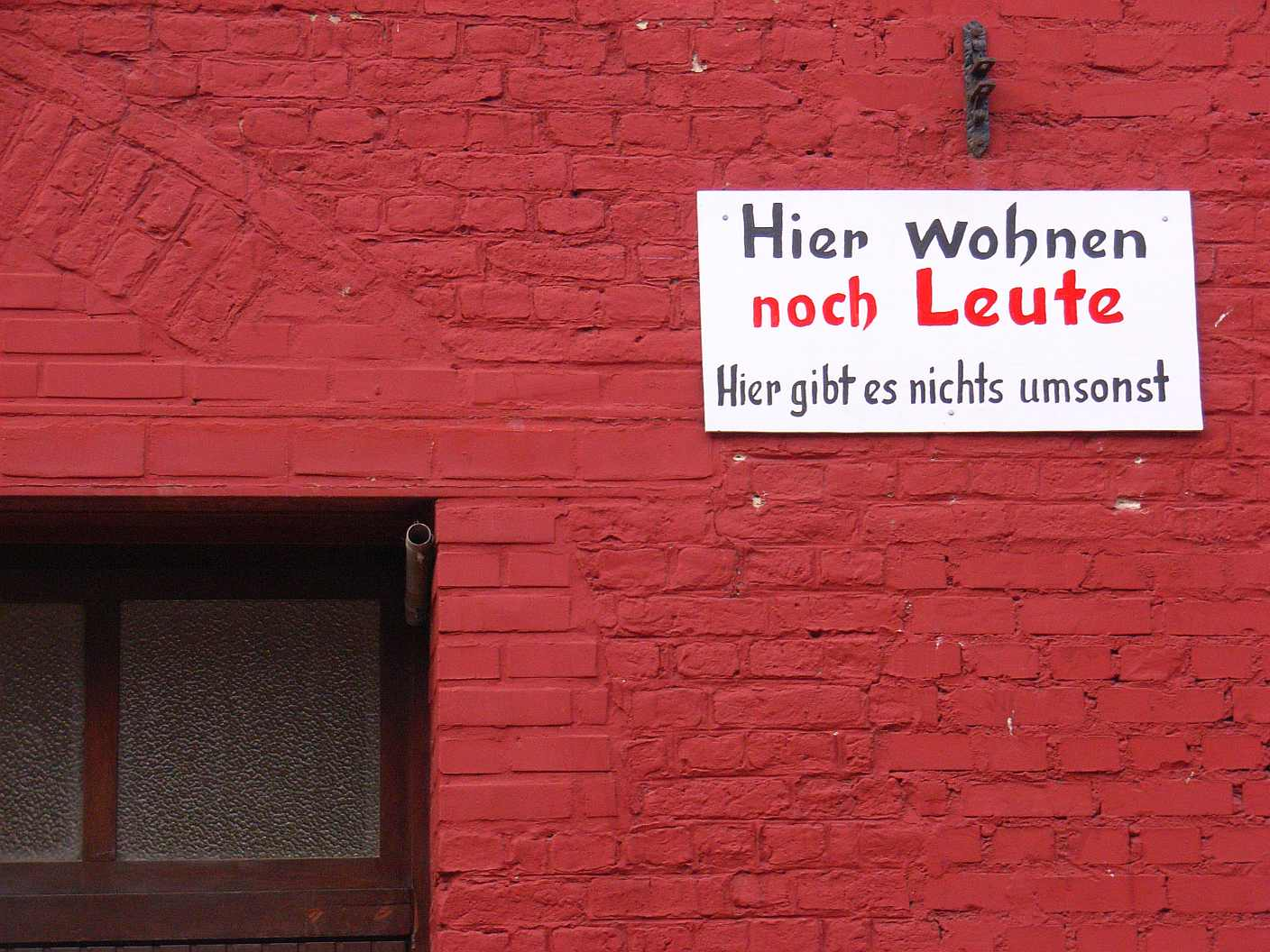
Protesttafel gegen die Umsiedlung an einem bewohnten Haus im Oktober 2009
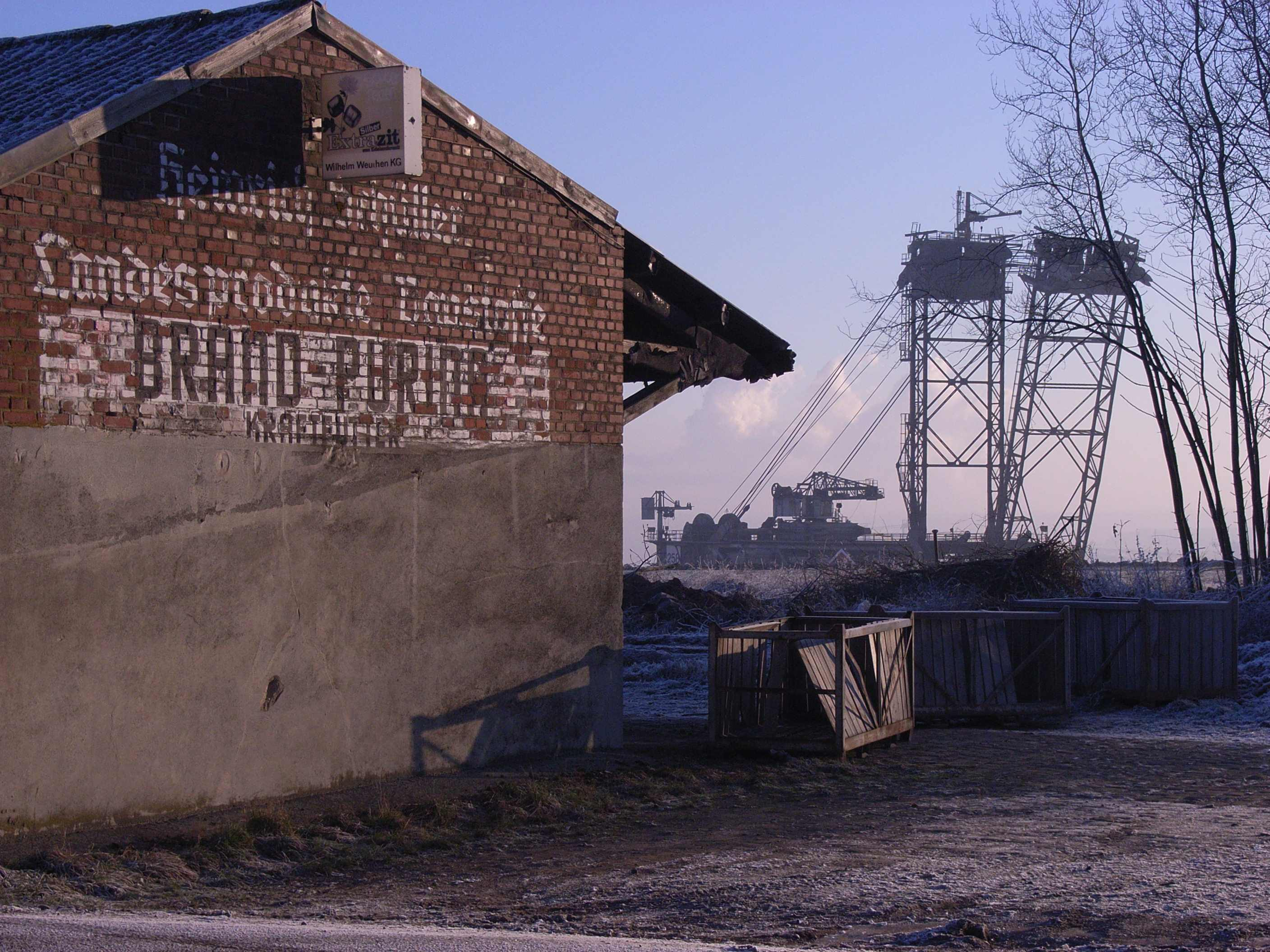
Schaufelradbagger am östlichen Ortsrand im Dezember 2007
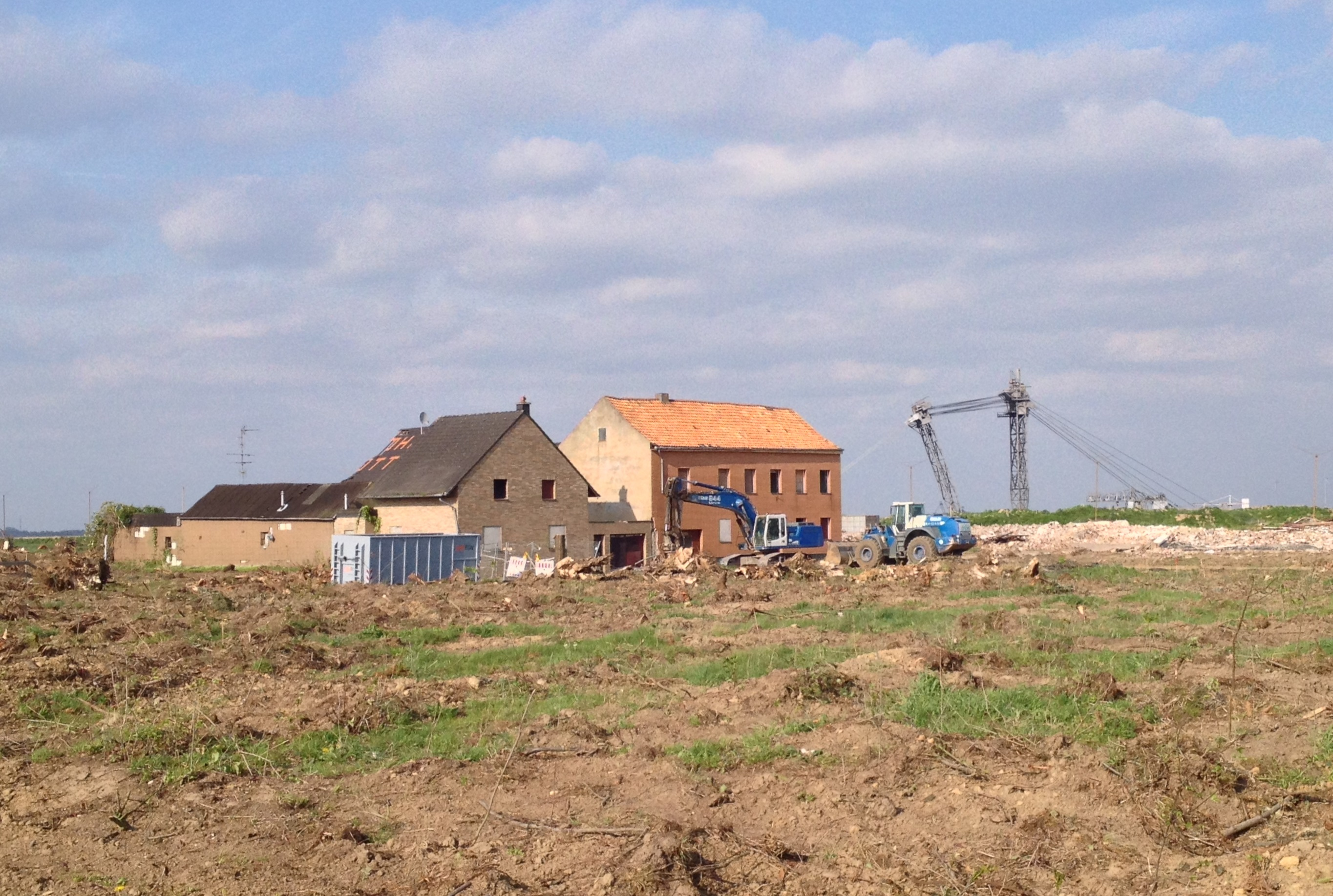
Die letzten Gebäude von Pesch – Bagger im Hintergrund, April 2014